# Герасимчук Віктор Гнатович
Герасимчук Віктор Гнатович (1935—2004) — український композитор.

## Життєпис
Народився 13 серпня 1935 року в с. Топільне Рожищенського району Волинської області.
У 1963 році закінчив диригентсько-хоровий відділ Луцького державного музичного училища, потім диригентський (1969, кл. викл. І. Небожинського) та композиторський (1978, кл. проф. Д. Задора) факультети Львівської державної консерваторії ім. М.Лисенка і став першим професійним композитором Волині.
Тоді ж, перший серед волинян, Віктор Герасимчук був прийнятий до Спілки композиторів України.
У 1965—1979 роках працював викладачем музично-теоретичних дисциплін та диригування Луцького культурно-освітнього училища, а в 1979—2001 роках — викладачем цих дисциплін у Луцькому педагогічному училищі.
На початку 1980 х вів клас композиції у Луцькій дитячій музичній школі № 2.
1989 року обраний членом Правління Спілки композиторів України.
Заслужений діяч мистецтв України (1991), Лауреат обласної мистецької премії ім. І. Стравінського (1995).

## Творчість
Віктор Герасимчук найбільше любив працювати над вокальними творами. Ще до вступу на композиторський факультет митець вагомо заявив про себе у вокально-хорових жанрах, став помітним музичним діячем Волині та отримав визнання за її межами. Про це свідчать численні публікації творів, починаючи з 60-х років, як у місцевій пресі так і в колективних збірниках та республіканських журналах («Репертуарний збірник», «Заспів», «Райдуга», «Пісні нової Волині», «Співає Лесин край», «Музичні вечори», «Хорові твори українських радянських композиторів», «Хорові твори композиторів Львівщини», «Вокальні твори на слова Лесі Українки», «Музика», «Україна» тощо). Про визнання композитора того часу свідчать також статті, присвячені розвитку самодіяльної композиторської творчості (збірник «Художня самодіяльність на сучасному етапі» (Л.: Наукова думка, 1977), журнал «Соціалістична культура» (№ 4 за 1972 р.). Рецензуючи у 1978 році творчість Віктора Герасимчука, композитор Д.Задор зауважував:
|  | Віктор Герасимчук завжди залишається вірним собі художником повнокровної мелодії, що вбирає в себе живильну силу народного мелосу… Популярності його хорових творів сприяють передусім здібності композитора знаходити в гармонічних зворотах необхідні засоби музичної виразності, що витікають зі змісту і настрою того чи іншого поетичного образу |

Творча співдружність єднала композитора з волинськими (П.Махом, О.Богачуком, В.Геєм, Й.Струцюком, В.Лазаруком та іншими) і київськими (П.Бібою, Д.Луценком, М.Вінграновським) поетами.
Особливою любов'ю композитора стала поезія Лесі Українки, до якої він неодноразово звертався протягом свого життя. Твори на її тексти отримали високу оцінку музичної громадськості. Інтерпретаціям композитором Лесиного слова притаманні яскрава виразність емоційної палітри та художня переконливість висловлювання.
В.Герасимчук — лауреат багатьох обласних та всеукраїнських конкурсів на найкращу пісню. Пісні «Батькова криниця» (вірші В.Гея) та «А окопи, як рани» (вірші А.Михайлевського) у різний час були визнані найкращими піснями року (Ш премія пісенного конкурсу, оголошеного музичним товариством УРСР та редакцією журналу «Україна»). Хор «Чорний біль весни» (вірші В.Гея), присвячений чорнобильській трагедії, став лауреатом всеукраїнського хорового конкурсу (Житомир), А пісня «Ожини» на вірші П. Маха давно стала народною.
Був делегатом VII, VIII, IX, XI з'їздів композиторів України та VII, VIII Всесоюзних з'їздів композиторів СРСР. Музика композитора неодноразово звучала на пленумах та з'їздах композиторів України, Міжнародному фестивалі «Київ Музік Фест‘98», творчих звітах майстрів мистецтв і колективів художньої самодіяльності Волині у Києві.
Завжди великим успіхом користувалися вокально-хорові і фортепіанні твори композитора. Підсумком творчих етапів митця стали концерти: «Пісню дарую людям» (Луцьк, 1974), три авторські концерти (Луцьк, 1980, 1987, 1995) та творчий звіт (Львів, 1984).
Твори В.Герасимчука увійшли до репертуару заслуженої хорової капели «Трембіта» (Львів), народного камерного хору «Легенда» (Дрогобич), народної хорової капели хлопчиків та юнаків «Дударик» (Львів), камерного хору «Благовіст» (Луганськ), народної хорової капели «Колорит» (Камінь-Каширський), народної жіночої хорової капели Луцького педагогічного коледжу та ряду солістів — народні артисти України М. Байко, І. Кушплер, В. Чепелюк, З. Комарук.
З 1986 року виходить друком низка збірок композитора: «Вокальні твори» (К.: Музична Україна, 1986), «Горить моє серце» (хори і солоспіви на вірші Лесі Українки) (Луцьк: Надстир'я, 1994), "Кантата «Обеліски і колоски» (К.: Музична Україна, 1985), «Соната для фортепіано» (Луцьк: Ініціал, 1997), «Молодість моя» (вибрані пісні та романси) (Луцьк: Медіа; Волинська обласна друкарня, 2000).
В.Герасимчук часто висвітлював різноманітні аспекти музично-мистецького життя в пресі та на радіо, написав ряд статей до ювілеїв композиторів М.Лисенка, Д.Леонтовича, К.Стеценка, Я.Степового, А.Кос-Анатольського, Б.Бартока.
Статті та інтерв'ю композитора були опубліковані в журналах «Музика» (1971—1987), газетах «Радянська Волинь», «Волинь» «Молодий ленінець», «Віче», «Луцький замок».
Постійно займався громадською діяльністю, був одним з найактивніших учасників музичного життя на Волині.
Протягом сорока років він займався підвищенням кваліфікації керівників вокально-хорових та інструментальних колективів художньої самодіяльності при Волинському центрі народної творчості, працював позаштатним методистом Волинського центру народної творчості.
Брав участь у проведенні семінарів народної творчості в районах області.
Був головою журі багатьох обласних конкурсів, зокрема конкурсу народно-інструментальної музики «Калинова сопілка», конкурсу кобзарського мистецтва, членом журі конкурсів духової музики, двох регіональних та Ш Міжнародного конкурсу вокально-хорових колективів імені Лесі Українки, у 90-х роках — головою журі обласної комісії з атестації народних аматорських колективів.
У 1975—1998 роках очолював обласне об'єднання самодіяльних композиторів Волині.
В. Герасимчук був членом Президії Правління обласного відділення музичного товариства України, входив до складу комітету з присудження обласних премій у галузі літератури, культури і мистецтва.
Помер 2 грудня 2004 року в м. Луцьку.

## Нагороди
Нагороджений багатьма грамотами, Ленінською ювілейною медаллю (1970), медаллю «Ветеран праці» (1988), значком «Відмінник народної освіти УРСР» (1983).

## Твори (неповний список)
Вокально-симфонічні та хорові
- — «Вечірня година», текст Лесі Українки (1966)
- — «То була тихая ніч чарівниця», текст Лесі Українки (1967)
- — «Горить моє серце», текст Лесі Українки (1968)
- — «І не зубуть мені», текст В.Сосюри (1969)
- — «Колискова», текст Д.Павличка (1969)
- — «Гетьте, думи, ви хмари осінні», текст Лесі Українки (60-ті роки)
- — «Не дивися на місяць весною», текст Лесі Українки (1970)
- — «Балада про Цуманський ліс», текст А.Ставського (1970)
- — «Чайка моя степова», текст П.Шаповала (70-ті роки)
- — «Виглядає мати», текст О.Гаврилюка (1978)
- — «Обеліски і колоски», ораторія, текст П.Шаповала (1978)
- — «Україні», текст І.Чернецького (70-ті, 2-га ред..80-ті роки)
- — «Пробач мені, батьку», текст О.Богачука (1981)
- — Ода «Слався, мій народе», текст М.Вінграновського (1982)
- — Концерт для голосу з оркестром (1983)
- — «Ой ти, жайворонку», обробка народної пісні (1986)
- — «Щедрий вечір тобі, Україно», текст Й. Строцюка (1989)
- — «Вересневе свято» («Мир тобі, Україно»), текст В.Гея (1989)
- — «Надія», текст Лесі Українки (1991)
- — «Що ти говориш, любко моя мила?», текст Лесі Українки (1992)
- — «Ой не зникли золотії терни», текст Лесі Українки (1993)
- — «Сім струн», цикл, текст Лесі Українки (1993)
- — Do («До тебе, Україно»)
- — Re («Реве-гуде негодонька»)
- — Mi («Місяць яснесенький»)
- — Fa («Фантазіє! Ти — сило чарівна!»)
- — Sol («Соловейковий спів навесні»)
- — La («Лагідні веснянії ночі зористі»)
- — Si («Сім струн я торкаю, струна по струні»)
- — «Чорний біль весни», текст В.Гея (1995)
- — «Коли ви вмирали», обробка мелодії і тексту М.Гайворонського (1996)
- — «Дзвони», текст А.Семенюка (1997)

Камерно-інструментальні
- — Варіації для фортепіано a-moll (1975)
- — Соната для фортепіано № 1 c-moll (1976)
- — Струнний квартет № 1 (1977)
- — Дві поеми для камерного оркестру (1994)
- — Струнний квартет № 2 (1996)
- — Соната для фортепіано № 2 Es-dur (1997)
- — «Альбом для молодого піаніста» (1998)
- — Струнний квартет № 3 (незакінчений)

Інструментальні
- — «Концертне рондо» для труби і симфонічного оркестру (1974)
- — «Поема» для ансамблю народних інструментів (1986)

Театральні
- — Музика до п'єси Я.Стельмаха «Вікентій Прерозумний» (постановка Волинського театру ляльок, 1982)

Пісні та романси
- — «Краю коханий мій», авторський текст (1957)
- — «Пісня передових бригад», авторський текст (1957)
- — «Коли над копрами», текст К.Найчука (1958)
- — «Вальс юності», текст П.Маха (1958)
- — «Вальс вірності», текст П.Маха (1963)
- — «Стежка кохання», текст П.Маха (1963)
- — «Рідний Луцьк», текст Н.Юрєвої (1964)
- — «Жіноча вірність», текст В.Куликовського (1964)
- — «Ой дівчино-зоре», текст Х.Никитчук (1964)
- — «Тихо падає цвіт», текст О.Богачука (1965, 2-га ред..1971)
- — «Білі лілеї», текст О.Богачука (1966)
- — «Кому зозуленька кує?», текст О.Богачука (1967)
- — «Ожини», текст П.Маха (1968)
- — «Йшла дівчинонька» («Біля світязя»), текст Б.Голюка (1968)
- — «Яблуневими пелюстками», текст П.Біби (1969)
- — «На тихім Дунаї», текст П.Біби (1970)
- — «Валентина», текст П.Біби (1970)
- — «Грай, моя пісне», текст Лесі Українки (1971, 2-га ред..1979)
- — «А окопи, як рани», текст А.Михайлевського (1971, 2-га ред.1979)
- — «Черемхова ніч», текст Й.Струцюка (1972)
- — «Волинь, мій рідний край», текст П.Маха (1972)
- — «Вікно чекання», текст П.Маха
- — «Сон-трава», текст П.Маха (70-ті роки)
- — «Пам'ятаю, вишні доспівали», текст В.Сосюри (70-ті роки)
- — «Доспівало жито», текст П.Воронька (70-ті роки)
- — «Не лишайте, дівчата, села», текст С.Бабія (70-ті роки)
- — «Доріженька» текст М.Нагнибіди (70-ті роки)
- — «Луцьке надвечір'я», текст М.Пронька (70-ті роки)
- — «Лілея», текст П.Маха (70-ті роки)
- — «Коралове намисто», текст Д.Луценка (1978)
- — «Я жду тебе», текст Д.Луценка (1978)
- — «Батькова криниця», текст В.Гея (1978)
- — «Мій край», текст Й.Струцюка
- — «Світе мій», текст Д.Луценка (поч. 80-х років)
- — «Рідний край», текст В.Гея
- — «Час, мов на крилах летить», текст В.Гея
- — «Обеліск», текст В.Лазарука (1983)
- — «Пісня з піснею зустрінеться», текст Й.Струцюка
- — «Пісня про Луцьк», текст Й.Струцюка
- — «Квіти чекання», текст В.Гея (поч.80-х років)
- — «Я зустрів тебе», текст В.Калитенка
- — «Ти в моїх очах», текст М.Білан (поч. 80-х років)
- — «Знов весна, і знов надії», текст Лесі Українки (1986)
- — «Ти, як цвіт весняний», текст Д.Луценка (1987)
- — «Тополя», текст М.Вінграновського (1987)
- — «Хвилини», цикл, текст Лесі Українки (1989):
- — «Якби мої думи німії»
- — «Ви щасливі, пречистії зорі»
- — «Гей, піду я в зеленії гори»
- — «Комбайнер і пташенята», текст С.Жупанина (1989)
- — «Ласолюби», текст С.Жупанина (1989)
- — «Все, все покинуть, до тебе полинуть», текст Лесі Українки (1990)
- — «Два квитки», текст В.Лазарука (1993)
- — «Хризантемний вальс», текст Н.Гуменюк (1995)
- — «Спогад», текст В.Гея (1995)
- — «Марія», текст П.Маха (1996)
- — «Пахне липа», текст В.Калитенка (1997)
- — «Моє село», текст В.Простопчука (90-ті роки)
- — «Шкільний вальс», текст В.Простопчука (90-ті роки)
- — «Мамо моя», текст В.Простопчука (90-ті роки)
- — «Мальви», текст В.Штинько (1998)
- — «Світло знань і добра», текст В.Гея (1999)
- — «Мамин голос», текст М.Гнатюка (1999)
- — «Срібна доля», текст М.Гнатюка (2000)